# Endre Hadik-Barkóczy
Endre hrabě Hadik-Barkóczy (maďarsky Futaki gróf Hadik Endre János Ferenc Antal, německy Andreas Johann Franz Anton Graf Hadik von Futak; 1. listopadu 1862 Pavlovce nad Uhom – 4. března 1931 Budapešť) byl uherský šlechtic, politik a velkostatkář. Jako dědic velkého majetku v Horních Uhrách po matce přijal v roce 1887 jméno Hadik-Barkóczy, od mládí byl aktivním politikem v obou komorách uherského parlamentu. V letech 1917–1918 byl předsedou Sněmovny magnátů, po zániku Rakouska-Uherska žil v soukromí na svých statcích na Slovensku.

## Životopis

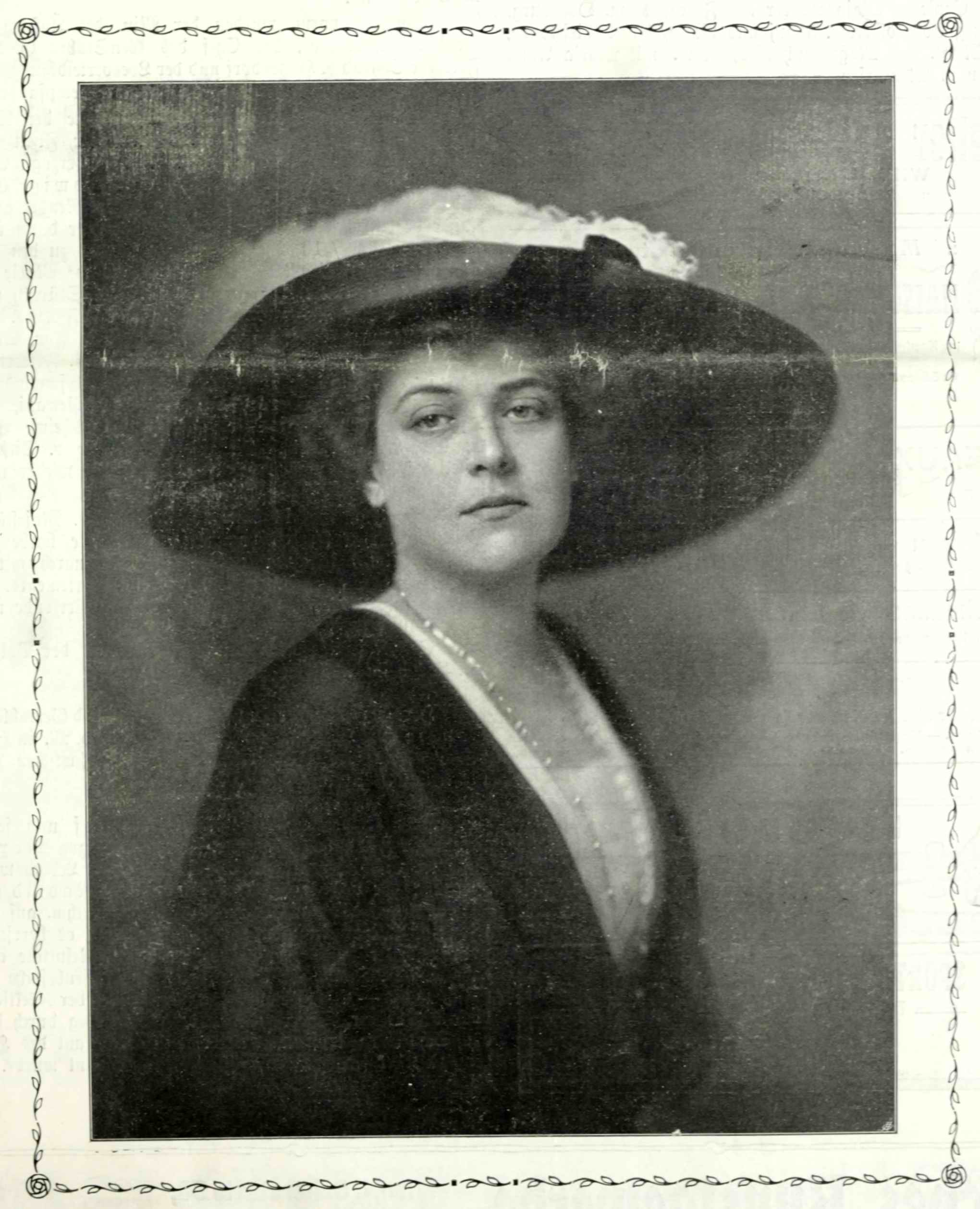
Manželka Klára, rozená Zichy (1911)

Pocházel ze šlechtické rodiny Hadiků, narodil se na rodovém sídle v Pavlovcích nad Uhom na východním Slovensku (zámek dnes již neexistuje). Narodil se jako nejstarší syn kontradmirála hraběte Bély Hadika (1822–1885) a jeho manželky Ilony, rozené hraběnky Barkóczyové (1833–1887). Vzhledem k tomu, že Ilona byla po otci dědičkou rozsáhlých statků v Zemplínské župě, přijal Endre po její smrti alianční jméno Hadik-Barkóczy (1887). Středoškolské vzdělání získal v Košicích, poté studoval ekonomii na univerzitě ve Stuttgartu.

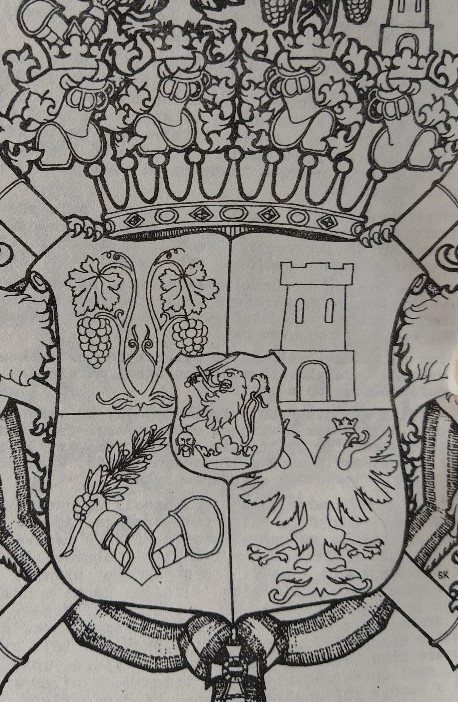
Erb rodu Hadiků

V roce 1888 byl jmenován dědičným členem Sněmovny magnátů, o rok později se stal c. k. komořím a v roce 1891 čestným rytířem Maltézského řádu. V letech 1892–1896 a 1901–1904 byl poslancem uherského parlamentu a patřil k Liberální straně. V roce 1903 byl jmenován c. k. tajným radou a o rok později spolu s mladším bratrem Jánosem opustil Liberální stranu a připojil se ke stoupencům Gyuly Andrássyho. V roce 1905 znovu neúspěšně kandidoval ve volbách a poté se politice věnoval nadále jen z pozice člena Horní sněmovny. Krátce před zánikem monarchie byl v letech 1917–1918 předsedou Sněmovny magnátů. Po roce 1918 žil v soukromí na svém zámku Tovarné na Slovensku, v roce 1927 byl znovu povolán do Horní sněmovny.

## Rodinné a majetkové poměry

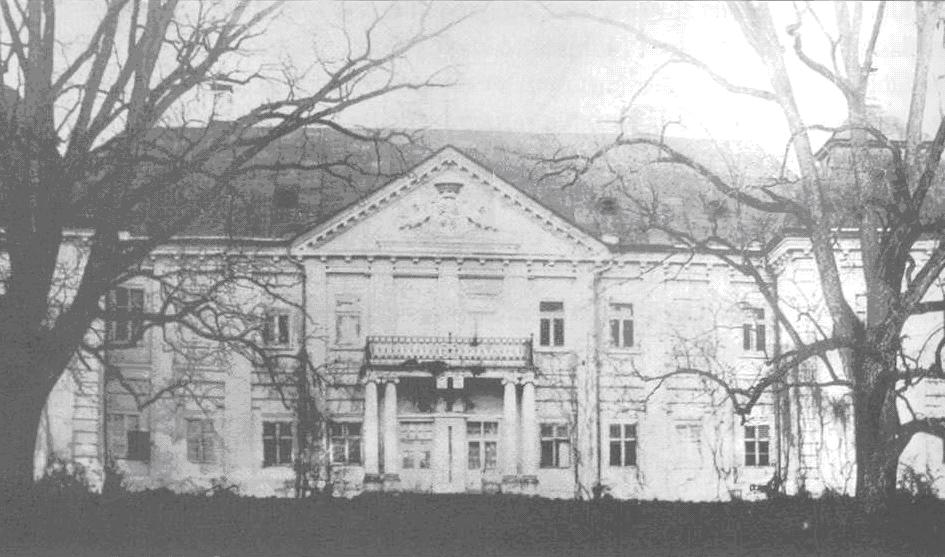
Zámek Pavlovce nad Uhom

V roce 1895 se oženil s hraběnkou Klárou Zichyovou (1875–1946), která se později stala c. k. palácovou dámou a dámou Řádu hvězdového kříže. Přes její sestru Eleonoru byl mimo jiné švagrem výše zmíněného Guyly Andrássyho. Z jejich manželství se narodily dvě děti. Dcera Eleonora (1895–1923) byla manželkou knížete Huberta Hohenlohe-Waldenburg-Schillingsfürsta, syn Endre po druhé světové válce emigroval do USA.
Ve veřejném životě se angažovali i Endreho mladší bratři. János (1863–1933) byl též dlouholetým poslancem, za první světové války ministrem výživy a v říjnu 1918 krátce uherským předsedou vlády. Další bratr Maximilian (1868–1921) působil v diplomacii, byl rakousko-uherským vyslancem v Mexiku a Švédsku. Nejmladší z bratrů Béla (1870–1912) byl županem Zemplínské župy.
Po rodičích byl majitelem velkostatků v několika župách, vlastnil celkem přes 22 000 hektarů půdy. Největší podíl připadal na Zemplínskou župu (dědictví po matce z rodu Barkóczyů), jeho pozemky zasahovaly i do oblasti dnešní Zakarpatské Ukrajiny (Užská župa). Po zániku monarchie se dostal do sporu s Československou republikou během pozemkové reformy v otázce vyplacení finanční náhrady za zabavený majetek. Jeho hlavním sídlem byl na východě Slovenska zámek Tovarné, který byl zničen přechodem sovětské armády v závěru druhé světové války.